# Alfons Åbergs kulturhus
Alfons Åbergs Kulturhus är ett kulturhus för barn, beläget i Trädgårdsföreningen i centrala Göteborg. Kulturhuset invigdes den 25 oktober 2012. Scenografierna i huset är hämtade ur böckerna om Alfons Åberg, skrivna av författaren Gunilla Bergström.

## Historia
Gunilla Bergström hade en önskan att Kulturhuset skulle öppna i den gamla Fröhandeln i Trädgårdsföreningen. Dagens barn som besöker huset får en skymt av hur det kunde se ut på farmor och farfars tid och ännu längre tillbaka. I byggnaden möter historia nutid och väcker barnens upptäckarglädje. Huset är kulturminnesmärkt och de hundratals lådor som klär väggarna invändigt och som innehöll allsköns fröer som göteborgare petat ner i jorden genom tiderna, har bevarats.

## Teatern
I teatern spelas föreställningar varje dag, såsom Kalas, Alfons Åberg! och Tjoffsen och Bengan av Teater Gapet. Andra aktiviteter som erbjuds är exempelvis experiment, sagostund, musik och dans.

## Bildgalleri

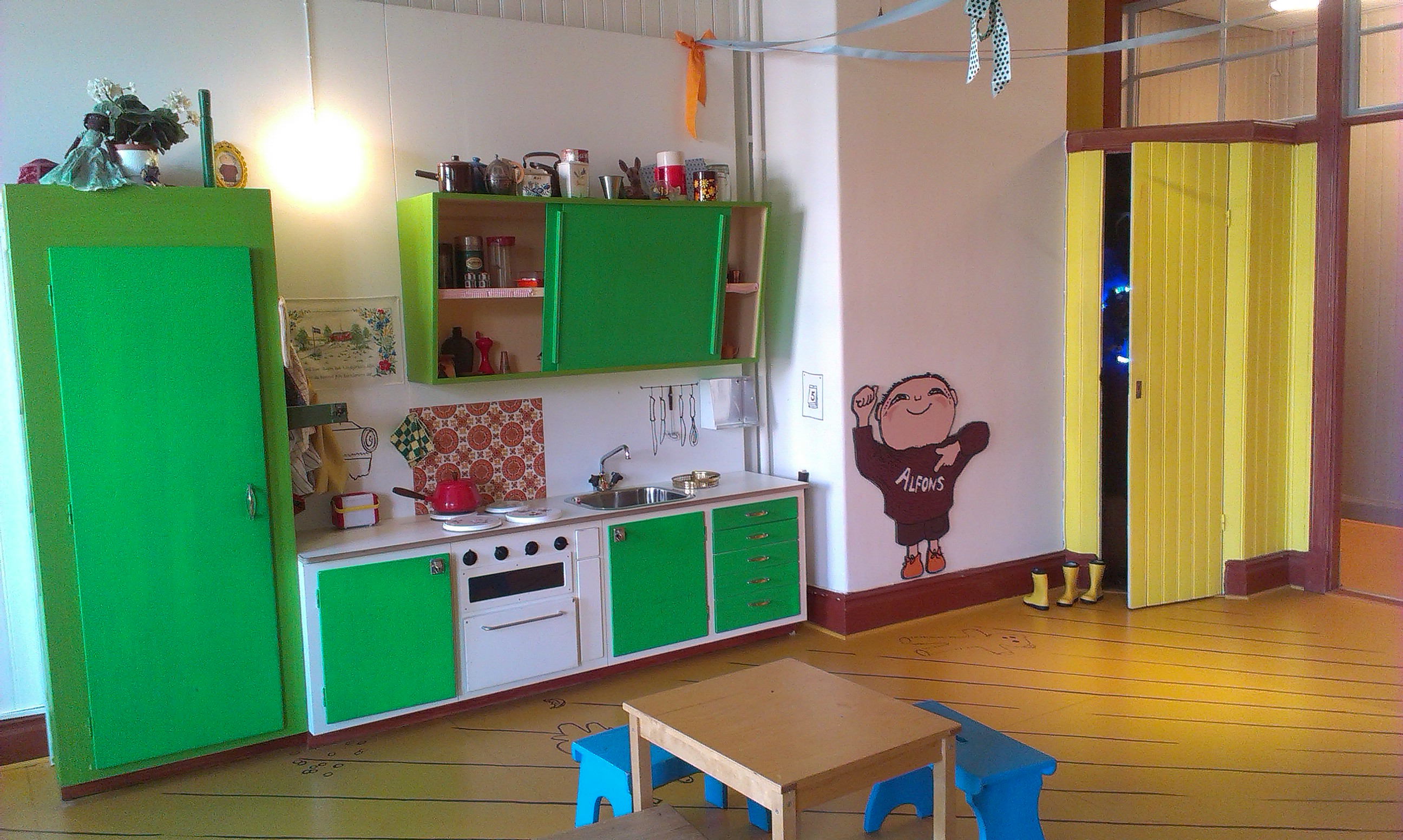
Köket hos Alfons.
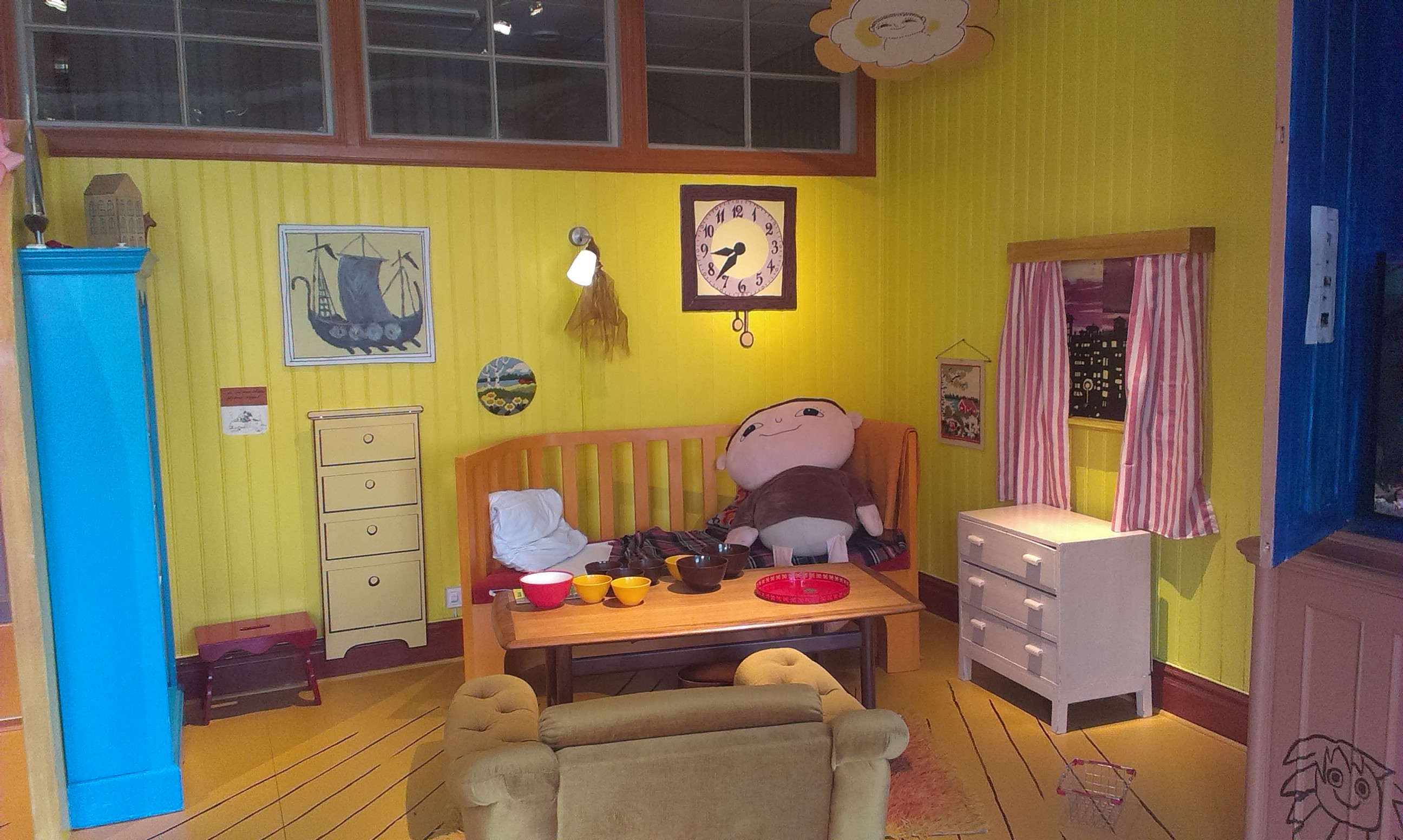
Vardagsrummet hos Alfons.
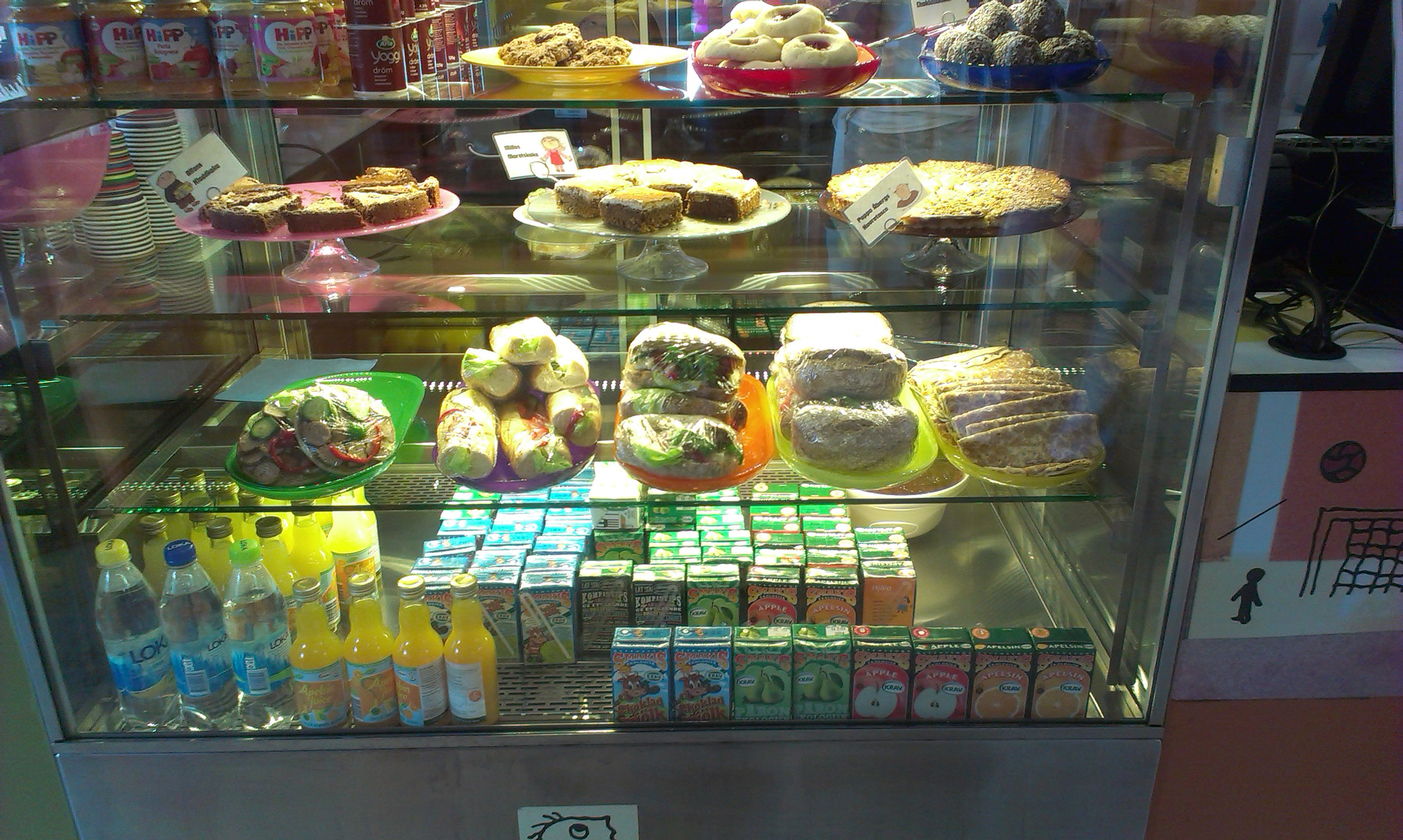
Kafédisken.
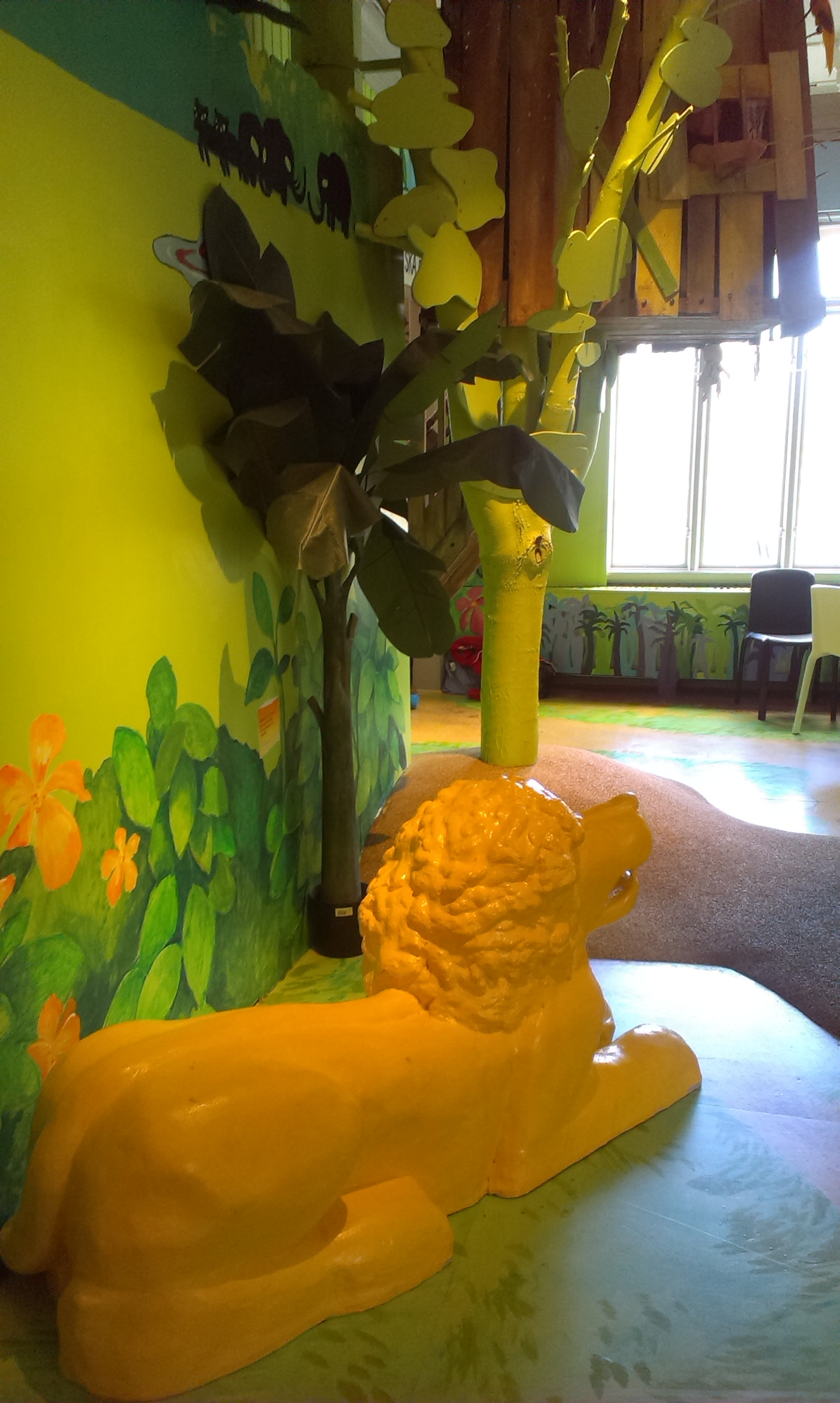
Hos lejonet i djungeln.